# Melbourne Football Club
El Melbourne Football Club és un club professional de futbol australià australià de la ciutat de Melbourne que disputa l'Australian Football League.

## Història
El club nasqué d'una escissió del Melbourne Cricket Club, club fundat el 1834 i que era copropietari del Melbourne Cricket Ground. El Melbourne Football Club s'establí com una entitat independent el 14 de maig de 1859, essent el club de futbol australià més antic.

## Palmarès
- Challenge Cup: 1865, 1868, 1869, 1870, 1872, 1876
- Australian Football League: 1900, 1926, 1939, 1940, 1941, 1948, 1955, 1956, 1957, 1959, 1960, 1964
- Minor Premiers (fase regular): 1939, 1940, 1955, 1956, 1957, 1958, 1959, 1960, 1964
- McClelland Trophy: 1955, 1956, 1958, 1990